# Ι̮
Cette page contient des caractères spéciaux ou non latins. S’ils s’affichent mal (▯, ?, etc.), consultez la page d’aide Unicode.
Le iota brève souscrite, ι̮, est une lettre grecque additionnelle utilisée dans l’écriture de dialecte du grec moderne.

## Utilisation
Nikolas Kontosopoulos et d’autres auteurs utilisent l’iota brève souscrite ‹ ι̮ › pour représenter une semi-voyelle [i̯],.

## Représentations informatiques
L’iota brève souscrite peut être représente avec les caractères Unicode suivants (grec et copte, diacritiques):
| formes    | représentations | chaînes de caractères | points de code | descriptions                                              |
| --------- | --------------- | --------------------- | -------------- | --------------------------------------------------------- |
| capitale  | Ι̮               | Ι◌̮                    | U+0399 U+032E  | lettre majuscule grecque iota diacritique brève souscrite |
| minuscule | ι̮               | ι◌̮                    | U+03B9 U+032E  | lettre minuscule grecque iota diacritique brève souscrite |